# 大洛布明
大洛布明是奥地利施蒂利亚州穆尔河谷县的一个市镇。总面积7.39平方公里，总人口1145人，人口密度154.9人/平方公里（2005年）。